# 藤原定家
藤原 定家（ふじわら の さだいえ/ていか）は、平安時代末期から鎌倉時代初期にかけての公家・歌人。藤原北家御子左流、正三位・藤原俊成の二男。最終官位は正二位・権中納言。京極殿または京極中納言と呼ばれた。『小倉百人一首』の撰者で権中納言定家を称する。

## 概要
平安時代末期から鎌倉時代初期という激動期を生き、歌道における御子左家の支配的地位を確立。日本の代表的な歌道の宗匠として永く仰がれてきた。
2つの勅撰和歌集『新古今和歌集』『新勅撰和歌集』を撰進したほか、秀歌撰に『定家八代抄』がある。歌論書に『毎月抄』『近代秀歌』『詠歌大概』があり、本歌取りなどの技法や心と詞との関わりを論じている。家集に『拾遺愚草』がある。拾遺愚草は六家集のひとつに数えられる。また、宇都宮頼綱に依頼され『小倉百人一首』を撰じた。定家自身の作で百人一首に収められているのは、「来ぬ人を まつほの浦の夕凪に 焼くや藻塩の 身もこがれつつ」。
一方で、『源氏物語』『土佐日記』などの古典の書写・注釈にも携わった（この際に用いた仮名遣いが定家仮名遣のもととなった）。また、『松浦宮物語』の作者は定家とする説が有力である。
18歳から74歳までの56年にわたる克明な日記『明月記』（2000年に国宝に指定）を残した。このうち、建仁元年（1201年）に後鳥羽天皇の熊野行幸随行時に記した部分を特に『熊野御幸記』（国宝）と呼ぶ。

## 経歴

### 若年期
後白河院政期前期の仁安元年（1166年）従五位下に叙爵する。安元元年（1175年）2月に流行していた赤斑瘡を患うが、同年父・俊成の右京大夫辞任に伴って侍従に任官し官途のスタートを切る。しかし、翌安元2年（1176年）俊成が咳病の悪化により出家したため、定家は後ろ盾を失い昇進面で大きな痛手を受けた。さらに安元3年（1177年）定家は疱瘡にかかって二度目の大病を経験し、以降はしばしば呼吸器疾患に苦しむなど肉体的に虚弱な体質となるとともに、神経質で感情に激する傾向が現れるようになったという。
治承3年（1179年）賀茂別雷神社の広庭で行われた会に歌合として初めて参加し、藤原公時と組んで引き分けとなった。また、養和元年（1181年）『初学百首』を詠むと、翌寿永元年（1182年）俊成の命令により、まとまった歌作として初めての作品となる『堀河院題百首』を作っている。これに対しては、父・俊成、母・美福門院加賀のほか、藤原隆信・藤原定長（寂蓮）・俊恵ら諸歌人からも賞賛を受け、さらには右大臣・九条兼実からも賛辞の手紙を送られた。またこの間に俊成の和歌の弟子である藤原季能の娘と結婚し、 寿永3年（1184年）に長男の光家を儲けるとともに、治承4年（1180年）従五位上、寿永2年（1183年）正五位下に昇叙されている。

### 九条家への出仕
文治元年（1185年）11月末に新嘗祭の最中に殿上で少将・源雅行に嘲笑されたことに激怒し、脂燭を持って雅行の顔を殴ったため、勅勘を受けて除籍処分を受ける事件を行こす。これに対して、翌文治2年（1186年）3月に俊成が後白河法皇の側近である左少弁・藤原定長に取りなしを依頼したところ、法皇から赦免の返歌があったという。なお、俊成の赦免嘆願の書状は現存しており、重要文化財に指定されている（香雪美術館所蔵）。
同年より親幕府派の摂政・九条兼実を主とする九条家に家司として出仕を始める。九条家では兼実次男の九条良経に親しく仕えて外出に常に従ったほか、和歌を通して兼実弟の慈円とも交渉が深かった。定家は九条家に家司として精励して務める一方で、文治5年（1189年）左近衛少将、文治6年（1190年）従四位下、建久6年（1195年）従四位上、正治2年（1200年）正四位下と、後白河法皇の没後政権を掌握していた九条兼実の庇護を受けて順調に昇進した。
またこの頃には、『二見浦百首』『皇后宮大夫百首』『閑居百首』（藤原家隆と共作）など歌人として目覚ましい活躍を見せる一方、九条家への出仕後日が浅いにもかかわらず九条兼実の連歌の席に出席するなど、家人同様に重宝がられた様子が窺われる。また、文治5年（1189年）には慈円の『早卒露肝百首』に対して、『奉和無動寺法印早卒露肝百首』『重早卒露肝百首』を著した。なお、建久5年（1194年）ごろに定家は季能の娘と離別して、西園寺実宗の娘と結婚し、建久6年（1195年）に長女の因子が生まれている。

### 後鳥羽院政期
建久7年（1196年）反幕府派の内大臣・源通親による建久七年の政変が起こると、九条兼実が関白を罷免され、太政大臣・藤原兼房と天台座主・慈円も要職を辞任した。さらに、定家の義兄弟である蔵人頭・西園寺公経や左馬頭・藤原隆保も出仕を止められるなど、通親の圧迫は定家の近辺にまで及んだ。この政変に伴う定家自身への影響は明らかでないが、九条兼実に連座して除籍処分を受けた可能性も指摘されている。
正治元年（1199年）頃より後鳥羽上皇の和歌に対する興味が俄に表面化し、正治2年（1200年）院初度御百首が企画される。当初、藤原季経ら六条家の策謀を受けて、源通親は定家を敢えて参加者から外したが、義弟・西園寺公経や父・俊成らの運動もあり、ようやく定家は参加を許される。翌建仁元年（1201年）千五百番歌合にも定家は参加して詠進を行い、いずれも後鳥羽上皇から好みにあったとの評価を受けている。また同年には勅撰和歌集の編纂を行うことになり、定家は源通具らとともに院宣を受けて撰者に選ばれる。元久元年（1204年）勅撰集の名称として『新古今和歌集』を上申、いったん歌集は完成し、定家の和歌作品は41首が入集した。なおその後、歌集に対して追加の切り継ぎが行われ、最終的に47首が採録されている。
一方で、建仁2年（1202年）定家は源通親宛に内蔵頭・右馬頭・大蔵卿いずれかの任官を望んで申文を提出したり、当時強い権勢を持っていた藤原兼子（後鳥羽天皇の乳母）に対しても仮名状を送ったほか、兼子が病臥していると聞くと束帯姿で見舞いに行くなど、猟官を目的に権力者の意を迎えるために腐心した。同年10月に源通親が没して政局は動揺した一方で、執拗な運動の効果があったためか、翌閏10月に定家は左近衛少将から左近衛権中将への昇任を果たしている。
中将在任は8年に亘るが蔵人頭への任官は叶わず、承元4年（1210年）正月に嫡男・為家の左近衛権少将任官の代わりに、定家は左近衛権中将を辞退するが、同年12月に年来の希望であった内蔵頭に任ぜられる。次に定家は公卿昇進を望んで、姉・九条尼から讃良荘（現在の大阪府四條畷市付近）・細川荘（現在の兵庫県三木市の東北方）の両荘園を藤原兼子に贈与する約束を行うなど猟官運動を続け、建暦元年（1211年） 従三位・侍従に叙任されて50歳にして公卿に列した。
その後も、兼子に対する猟官運動が奏功して、建保2年（1214年）参議に任ぜられて、父・俊成が得られなかった議政官への任官を果たすと、建保4年（1216年）正三位に昇叙され、承久2年（1220年）播磨権守を兼ねるなど、後鳥羽院政期において主家である九条家や外戚の西園寺家が沈滞する中でも定家は順調な官途を歩んだ。しかし、定家は昇進面で不満を持っていたらしく、承久2年（1220年）2月に行われた内裏歌合に官途に対する不満を託した和歌を持参したところ、後鳥羽上皇の逆鱗に触れて勅勘を受け、和歌の世界での公的活動を封じられてしまった。一方で下記のようにこの謹慎期間に書写に励んだことが文化的功績に繋がった。

### 承久の乱以降
承久3年（1221年）承久の乱が起こると、後鳥羽上皇は配流され藤原兼子は失脚する一方で、権勢は定家の義兄弟である西園寺公経に移り、定家の主家である九条家も勢いを盛り返すなど、定家にとって非常に幸運な時代となる。承久4年（1222年）参議を辞して従二位に叙せられると、嘉禄3年（1227年）には正二位に至った。正二位への昇進に際して定家は、承久の乱がなかったらこの叙位はなかったであろう、との感想を残している。さらに、70歳を越えても官位への執着が衰えなかった定家は権中納言への任官を望んで、寛喜2年（1230年）自らは老体のため妻に日吉神社への参籠祈念をさせ、翌寛喜3年（1231年）歩行困難の中で人に縋り付くようにして春日詣を行うなどする一方で、関白・九条道家に猛運動を行う。
こうしてついに、 寛喜4年（1232年）正月に71歳で権中納言に任ぜられる。権中納言在任時の『明月記』の記述はほとんど現存しないものの、他の記録や日記によって定家がたびたび上卿の任を務め、特に石清水八幡宮に関する政策においては主導的な地位にあったことが知られている。また、貞永改元や四条天皇の践祚などの重要な議定にも参加している。しかし、九条道家との間で何らかの対立を引き起こしたらしく、同年の12月には権中納言を罷免されてしまい官界を退く。翌天福元年（1233年）10月11日に慈心房（海住山長房）を戒師として出家、法名は明静を名乗った。

### 晩年
一方で、寛喜4年（1232年）6月に定家は後堀河天皇から『新勅撰和歌集』編纂の下命を受けて単独で撰出を開始。同年12月に権中納言を辞した後は撰歌に専念する。天福2年（1234年）6月に後堀河上皇の希望で1498首の草稿本を清書し奏覧（仮奏覧）する。後堀河上皇崩御後の同年11月に前関白・九条道家の要望で後鳥羽上皇ら承久の乱で処罰された歌人の和歌を削除し、文暦2年（1235年）3月に精撰本を道家に提出して完成した。なお、『新勅撰和歌集』への定家自身の作品の採録は15首と、『新古今和歌集』の47首と比べて大幅に少ない。さらに、このうち絢爛・華麗な新古今朝の和歌は少なく、質実な建保期以降の作品が中心となっている。
嘉禎元年（1235年）宇都宮頼綱から嵯峨野（現在の京都市右京区嵯峨）に建てた別業（小倉山荘）の障子色紙に古来の歌人の和歌を1首ずつ揮毫して欲しいとの要望を受けて、定家は天智天皇から順徳院に至るまでの100人の歌人の和歌を1首ずつ選んで頼綱に対して書き送る。後に、これが定家が小倉山で編纂したことに因んで『小倉百人一首』という通称で呼ばれるようになった。『小倉百人一首』は勅撰集と異なりバランスを考慮する必要がなく、定家の好みの和歌を自由に選んだためか、部類分けの内では、恋(46)、秋(15)が多くを占めている。
仁治2年（1241年） 8月20日薨去。享年80。

## 人物
- 「美の使徒」[34]、「美の鬼」[35]、「歌聖」[注 3]、「日本最初の近代詩人」[36]などと呼ばれることがある日本を代表する詩人の一人。美への執念は百人一首の撰歌に見られるように晩年まで衰えることがなかった。
- 『玉葉』によると文治元年11月、少将雅行に嘲弄されたことに激怒して、脂燭(ししょく)で相手を殴り除籍となり、『古今著聞集』によると父俊成から和歌によって取りなして貰い、後鳥羽天皇から許しを得たとあるほど気性が激しく、また『後鳥羽院御口伝』によると「さしも殊勝なりし父の詠をだにもあさ／＼と思ひたりし上は、ましてや余人の歌沙汰にも及ばず」、「傍若無人、理(ことわり)も過ぎたりき。他人の詞(ことば)を聞くに及ばず」と実父を含む自分以外の人間の和歌を軽んじ、他人の言葉を聞き入れない強情さを指摘されている。また、どんなに後鳥羽院が褒めても、自詠の左近の桜の述懐の歌が自分では気に入らないからと、新古今に入撰することに頑強に反対するなど、身分の高下にかかわらず相手がだれであろうと自説を曲げることがなかった。順徳天皇歌壇の重鎮として用いられるも、承久二年の内裏歌会への出詠歌が後鳥羽院の勅勘を受け、謹慎を命じられた。しかし、この謹慎の間、さまざまな書物を書写した結果、多くの平安文学が後世に残ったと言える。
- 定家の日記には、「心神不快」とか「心神迷惑」とか「心神常に違乱」といった言葉が随所に出てきており、若い頃から病弱だったことが分かる。とりわけ日記に咳病や風病が頻繁に記録されていて、いずれも風邪の症状で、呼吸器系の疾患で冬になると毎年のようにこの病に悩まされ、写経や書写を通して持病の不快感を克服していた[37]。

### 歌風
- 巧緻・難解、唯美主義的・夢幻的で、代表的な新古今調の歌人であるとされている。
- 定家の和歌の性格について風巻景次郎著『新古今時代』の「『拾遺愚草』成立の考察」に要約がある。

- また石田吉貞は次のように言う。

- また谷山茂は以下のように指摘する。

### 書

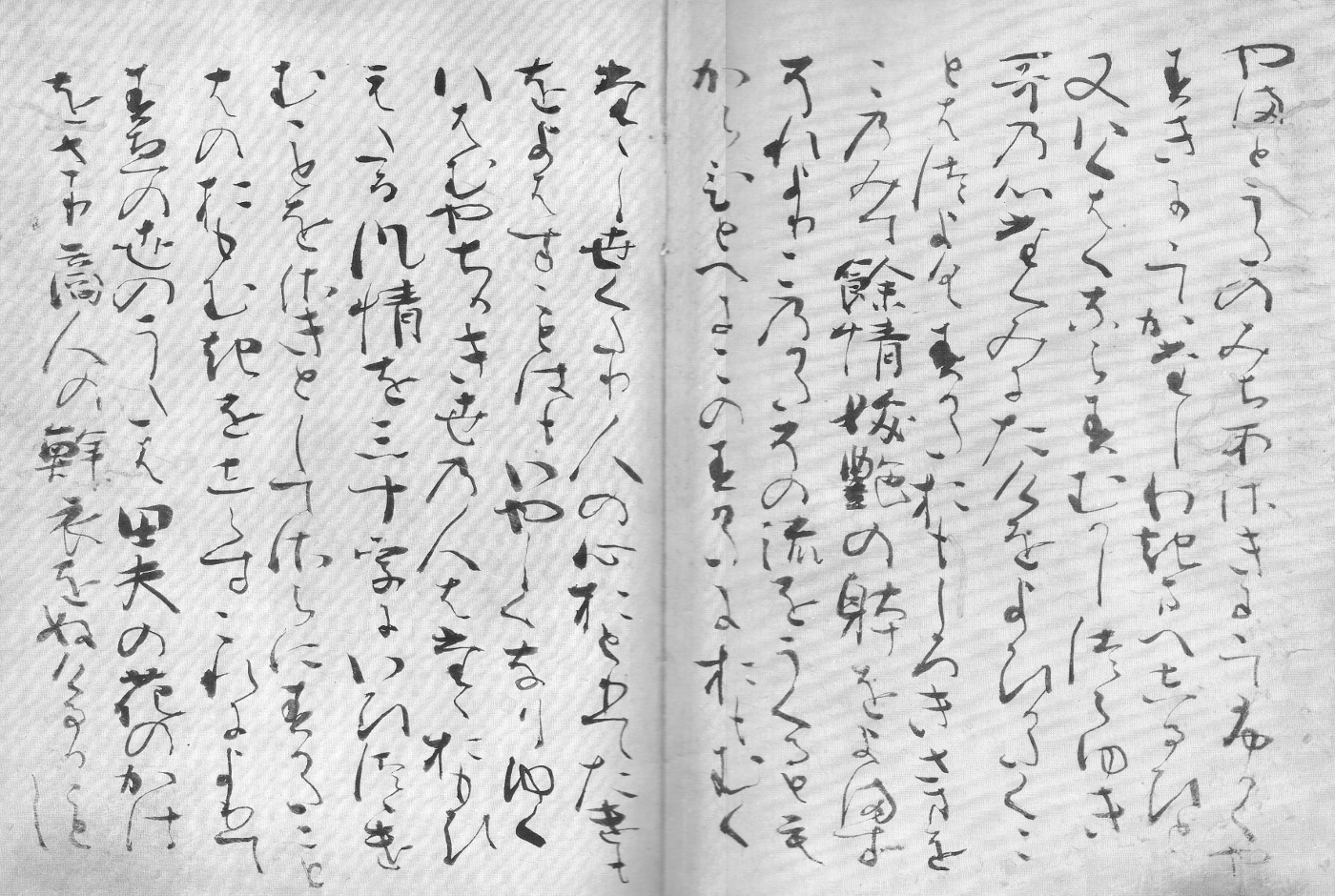
『近代秀歌』定家自筆本(「やまとうたのみち　あさきにゝてふかく　やすきにゝてかたし　わきまえしるひと　又いくばくならず　むかし　つらゆき　哥の心たくみに　たけをよびがたく　ことばつよく　すがたおもしろきさまをこのみて　余情妖艶の躰をよまず　それよりこのかた　その流をうくるともがら　ひとへにこのすがたにおもむく、、、、」)

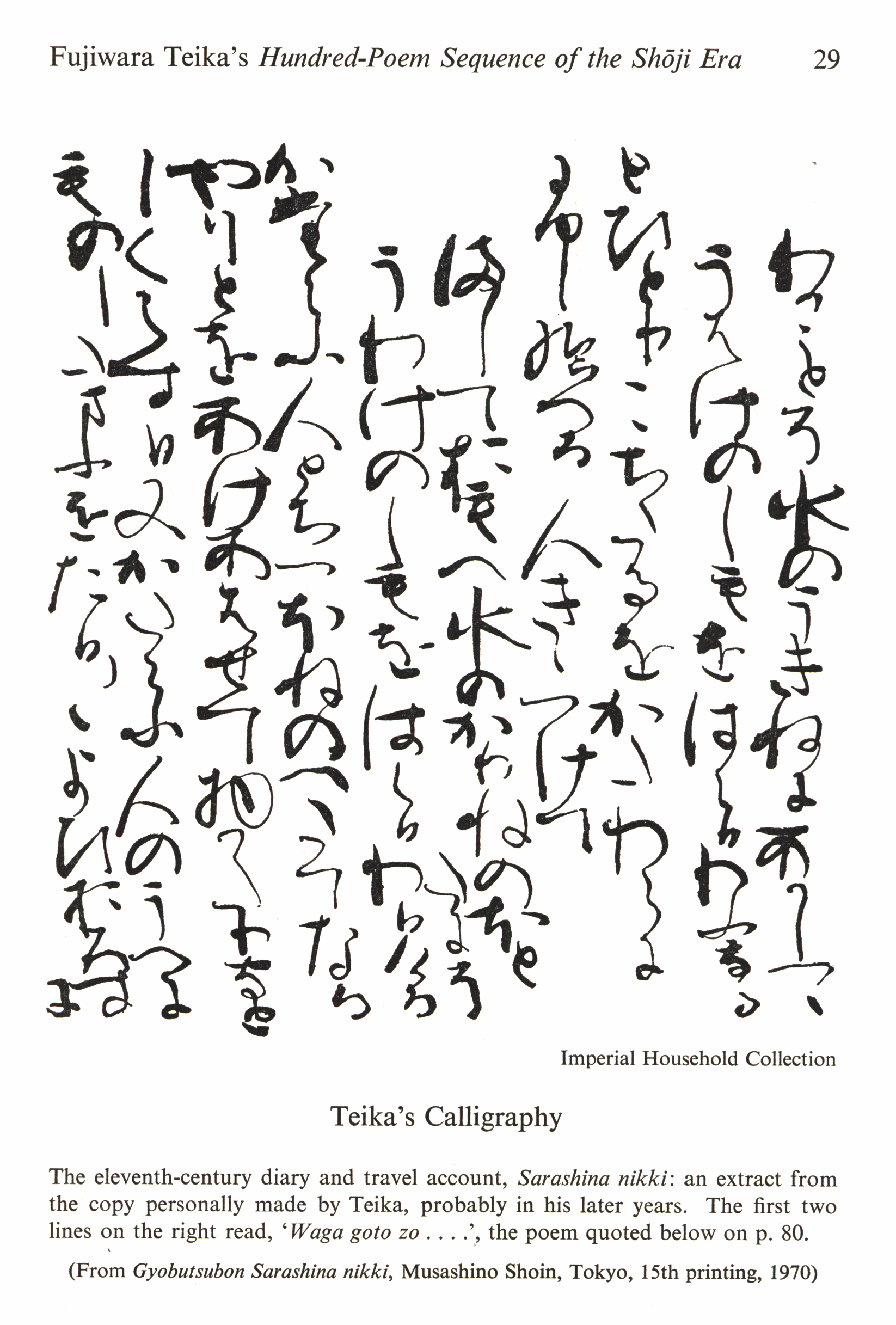
定家の筆跡(更級日記)

定家の書は、父の俊成と同じく法性寺流より入ったが、強情な性格をよく表した偏癖な別の書風を成した。能書といったものではなく、一見すると稚拙なところがあるが、線はよく練れて遒勁である。江戸時代には、小堀遠州や松平治郷らに大変に愛好され、彼らは、この書風を定家流と称して大流行させた。定家の書は特に近世以降、特に茶人や書家たちにあまりにももてはやされたため、偽筆も多く現代に伝わっている現状があり、だまされないために注意が必要である。
また、定家は古典文学作品の書写においては、原本に問題ありと考えれば、場合によっては校訂作業を加えることもあったが、基本的にはどんな誤りがあっても私意では訂正しない学者的慎重さを見せている。なお、「定家自筆」とされる書の中には定家本人のものではなく、彼の監修の下に定家の子女や家臣などによって行われた作品が含まれているとする説もあり、議論が行われている（同様の趣旨の説は父の俊成や九条兼実など、当時の公家の書に関して広く指摘されている）。

### 政治家として
定家は藤原道長の来孫（5代後の子孫）にあたる。だが、摂関家の嫡流から遠く、院近臣を輩出できなかった定家の御子左流は他の御堂流庶流（中御門流や花山院流）と比較して不振であった。更に父・俊成は幼くして父を失って一時期は藤原顕頼（葉室家）の養子となって諸国の受領を務めていたことから、中央貴族としての出世を外れて歌道での名声にもかかわらず官位には恵まれなかった。
定家自身も若い頃に宮中にて、新嘗祭の最中に源雅行と乱闘したことで除籍処分を受けるなど波乱に満ち、長年近衛中将を務めながら頭中将にはなれず、50歳の時に漸く公卿に達したがそれさえも姉の九条尼が藤原兼子（卿二位）に荘園を寄進したことによるものであった。それでも定家は九条家に家司として仕えて摂関の側近として多くの公事の現場に立ち会って、有職故実を自己のものにしていくと共に、反九条家派の土御門通親らと政治的には激しく対立する（建久9年（1198年）土御門天皇の親王宣下なしでの践祚に際し｢光仁の例によるなら弓削法皇（道鏡）は誰なのか｣(兼実を道鏡になぞらえるつもりか）と『明月記』建久9年正月11日条に記して憤慨している）など、政治の激動の場に身を投じた。定家が有職故実に深い知識を有していたことや政務の中心に参画することを希望していたことは『明月記』などから窺い知ることは可能である。そして、寛喜4年（1232年）正月に定家は二条定高の後任として71歳にして念願の権中納言に就任する。だが、九条道家との対立によって、同年12月に権中納言を更迭される。こうして、定家が憧れて夢にまで見たとされる右大臣・藤原実資のように政治的な要職に就くことは適わなかった。
また、2代にわたる昇進に関する苦労から、嫡男とされた為家の出世にも心を砕いており、嘉禄元年（1225年）7月には同じく嫡男を蔵人頭にしようとする藤原実宣と激しく争って敗れている。だが、この年の12月に実宣の子公賢の後任として為家が蔵人頭に任ぜられ、一方の公賢は翌年1月に父が自分の妻を追い出して権門の娘を娶わせようとしたことに反発して出家してしまった。定家は自分も実宣と同じようなことを考えていた「至愚の父」であったことを反省している。その後は、為家を公事・故実の面で指導しようと図った。定家が歌道のみならず、『次将装束抄』や『釋奠次第』など公事や有職故実の書を著した背景には自身のみならず、子孫の公家社会における立身を意図したものがあったと考えられている。

## 作品

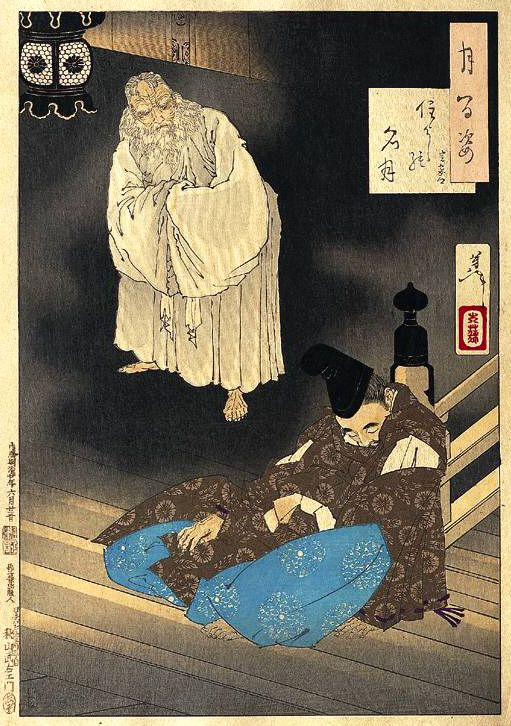
『住吉の名月』（月岡芳年『月百姿』）住吉明神の神託を受ける定家

### 勅撰和歌集
- 新古今和歌集：後鳥羽院親撰。定家は院の助手たちの中心だった。
- 新勅撰和歌集：定家単独撰の勅撰集、仮名序も定家。政治的な配慮で後鳥羽院、順徳院の歌が除かれている。

### 家集等
- 拾遺愚草
- 拾遺愚草員外
- 定家卿百番自歌合
- 定家卿独吟詩歌

### 秀歌集
- 秀歌大体：後堀河院に進献。
- 定家八代抄：八代抄、八代知顕抄、二四代集、二四代抄、黄点歌勅撰抄とも。初撰本とそれを増補した精撰本とがある。
- 八代集秀逸：定家単独撰、または後鳥羽院、藤原家隆との共撰。
- 百人秀歌
- 物語二百番歌合
- 小倉百人一首

### 歌学書・注釈書
- 詠歌大概：漢文体の歌論と「秀歌躰大略」と題する秀歌例からなる。快法親王に進献したものか。
- 衣笠内府歌難詞：藤原家良に宛てた手紙。家良の歌を批評する。
- 近代秀歌：和歌秘々、秘々抄、定家卿和歌式とも。実朝に送った初撰本と成立不明の再撰本とで秀歌例が大きく異なる。
- 下官集：下官抄、僻案とも。草子や和歌の書式を述べる。
- 顕註密勘：古今秘注抄、古今和歌集抄とも。顕昭の古今集への注に定家が補注したもの。
- 五代簡要：万物部類倭歌抄とも。
- 三代集之間事：三代集について父俊成から伝授されたものを中心に纏める。
- 先達物語：京極黄門談、京極中納言定家卿相語、定家卿相談とも。藤原長綱の聞書き。
- 定家十体：定家が10に分類した歌体にそれぞれの例歌を集めたもの。
- 定家物語：古今集や万葉集の歌に関する質問に答えたもの。
- 僻案抄：三代集注釈書。
- 毎月抄：定家卿消息、和歌庭訓とも。偽作説も。
- 万葉集長歌短歌説：定家卿長歌短歌之説、長歌短歌古今相違事、万葉集長歌載短歌字由事などとも。古今集雑躰の部に「長歌」を「短歌」と題してあることにつき、万葉集の例歌や題詞をあげて論証し正したもの。
- 明月記：毎月抄に見えるが不詳。
- 和歌会次第：定家卿和歌書様並会次第、和歌秘抄、和歌秘書などとも。

### その他
- 明月記：日記。
- 松浦宮物語：擬古物語。
- 定家小本：古今六帖の抄出歌集と主に源氏物語に関する考勘を併せたもの。
- 奥入：源氏物語注釈。
- 釈奠次第：釈奠についての故実。
- 次将装束抄：中少将の装束について為家に書き与えたものか。

### 偽作
- 雨中吟：歌学書。
- 桐火桶：歌学書。鵜鷺系偽書の一。
- 愚見抄：歌学書。鵜鷺系偽書の一。歌の詠みかた、定家卿詠方集とも。
- 愚秘抄：歌学書。鵜鷺系偽書の一。
- 三五記：歌学書。鵜鷺系偽書の一。
- 定家卿筆諌口訣
- 定家卿自歌合
- 定家卿鷹三百首
- 未来記：歌学書。
- 小倉問答

## 官歴
注記のないものは『公卿補任』による。

藤原定家京極邸址、京都市中京区

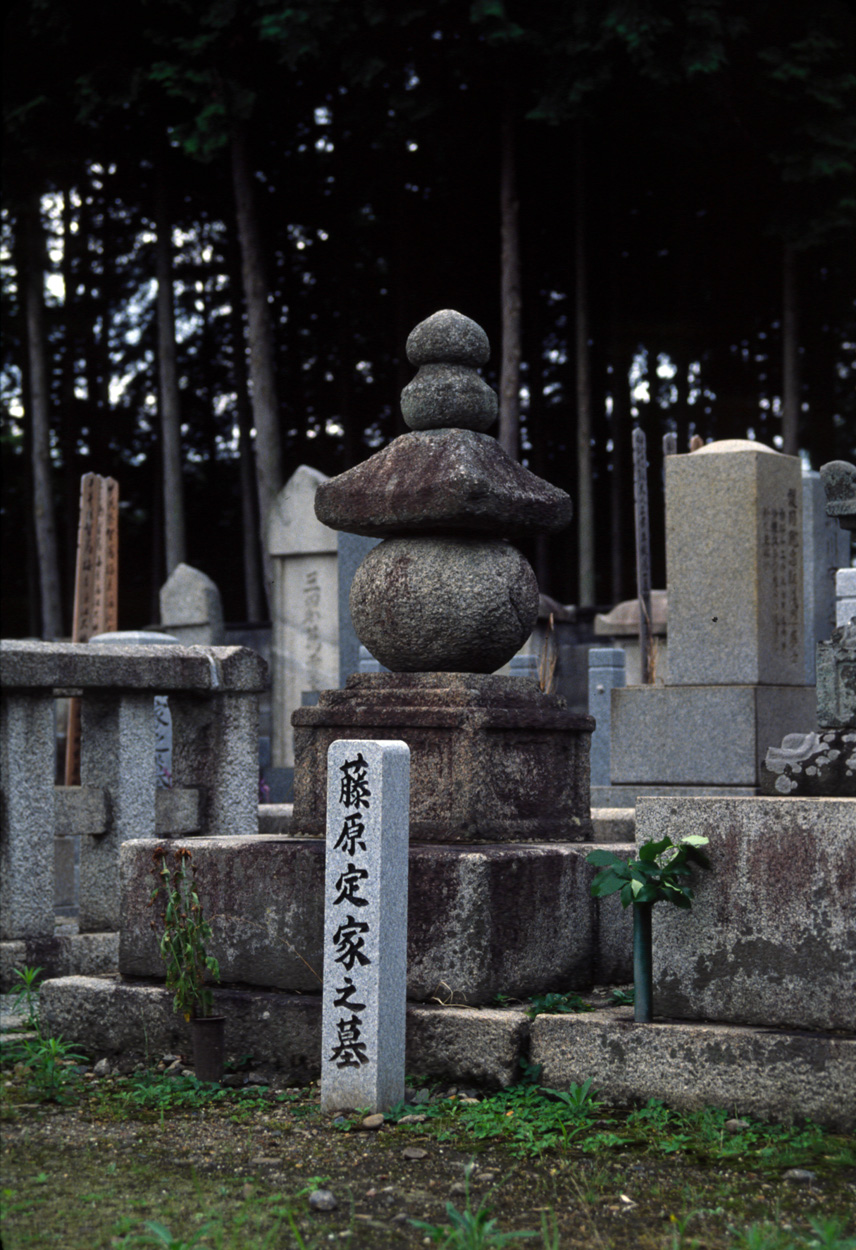
藤原定家墓（相国寺）

- 仁安元年（1166年） 12月30日：従五位下（皇后宮（藤原忻子）長寛元年未給）
- 安元元年（1175年） 12月8日：侍従（父俊成右京大夫任之）
- 治承4年（1180年） 正月5日：従五位上（簡一）
- 寿永2年（1183年） 12月19日：正五位下（朔旦冬至、八条院御給）
- 文治元年（1185年） 11月22日：除籍（源雅行と乱行）[43]
- 文治2年（1186年） 3月：除籍解除
- 文治5年（1189年） 11月13日：左近衛少将
- 文治6年（1190年） 正月5日：従四位下、少将如元
- 建久2年（1191年） 2月10日：兼因幡権介
- 建久4年（1193年） 2月13日：服解（母）[44]。6月27日：復任
- 建久6年（1195年） 正月5日：従四位上（府）。2月2日：止因幡権介[45]
- 建久10年（1199年） 正月30日：兼安芸権介
- 正治2年（1200年） 10月26日：正四位下（臨時給分）
- 建仁2年（1202年） 閏10月24日：左近衛権中将
- 建仁3年（1203年） 正月13日：兼美濃介
- 元久元年（1204年） 11月30日：服解（父）[44]
- 元久2年（1205年） 3月25日：復任
- 承元4年（1210年） 正月14日：兼淡路権介。正月21日：辞左中将（以男為家申任左少将）。12月17日：内蔵頭
- 建暦元年（1211年） 9月8日：従三位、侍従[注 4]
- 建保2年（1214年） 2月11日：参議
- 建保3年（1215年） 正月13日：兼伊予権守
- 建保4年（1216年） 正月13日：兼治部卿。3月28日：辞侍従。12月14日：正三位
- 建保6年（1218年） 7月9日：兼民部卿
- 建保7年（1219年） 日付不詳：辞伊予権守
- 承久2年（1220年） 正月22日：兼播磨権守
- 承久4年（1222年） 8月16日：辞参議、従二位
- 元仁元年（1224年） 日付不詳：辞播磨権守
- 嘉禄3年（1227年） 10月21日：正二位、罷民部卿
- 寛喜4年（1232年） 正月30日：権中納言。9月7日：勅授帯剣。12月18日：罷官
- 天福元年（1233年） 10月11日：出家（前権中納言正二位）、法名：明静
- 仁治2年（1241年） 8月20日：薨去

## 系譜
藤原北家長家流（御子左家）に属し、藤原道長の来孫にあたる。
- 父：藤原俊成
- 母：美福門院加賀（?-1193） - 藤原親忠の娘。（藤原北家魚名流）
- 妻：藤原季能の娘
  - 長男：藤原光家（1184-?）
  - 男子：定修
  - 女子：
- 妻：西園寺実宗の娘
  - 三男：藤原為家（1198-1275）
  - 長女：藤原因子（1195-?） - 後堀河院民部卿典侍
  - 次女：藤原香子（1196-?）
- 生母不明：
  - 次男：定円（のち定修）（1191-1235?）
  - 男子：覚源
  - 女子：西園寺公相妾、のち法性寺雅平室
- 猶子
  - 男子：藤原定時（実父は藤原定長で落胤）

### 子孫
定家の子孫は御子左家（嫡流は別名二条家とも）として続いたが南北朝時代から室町時代にいたる戦乱により嫡流は断絶した。御子左家の分家である冷泉家は現在も京都に於いて続いており、この系統からは4家の羽林家（上冷泉家、下冷泉家、藤谷家、入江家）を輩出したことでも知られる。
なお、嫡系子孫の歌人である二条為子と二条藤子は、後醍醐天皇の妻でもあり、後醍醐との間に皇子・皇女をもうけている。為子との皇子は上将軍尊良親王と征夷大将軍宗良親王。また、藤子の子である征西大将軍懐良親王は、明から日本国王に冊封された。そのため、生前は出世に苦労した定家であるが、明の視点で見れば、日本の統治者の外戚一族の始祖となる。

## 定家神社
群馬県高崎市下佐野町に、藤原定家を祭神として祀る定家神社（ていかじんじゃ）がある。最寄り駅は上信電鉄上信線・佐野のわたし駅。
伝承によると、定家は源雅行との間で起こした揉め事が原因で上野国へ流罪となり、それが許されて京へと戻る際、自刻像と持念仏（観音菩薩像、3寸）を村人たちに贈った。これを神体として作った祠が定家神社の始まりであるという。また、「駒とめて…」の歌に見える「佐野」という地名にあやかり、江戸時代になって当地の文人らによって定家が祀られたともいう。定家が詠んだ「こぬ人を…」の恋歌から、恋愛成就の御利益があるとされる。

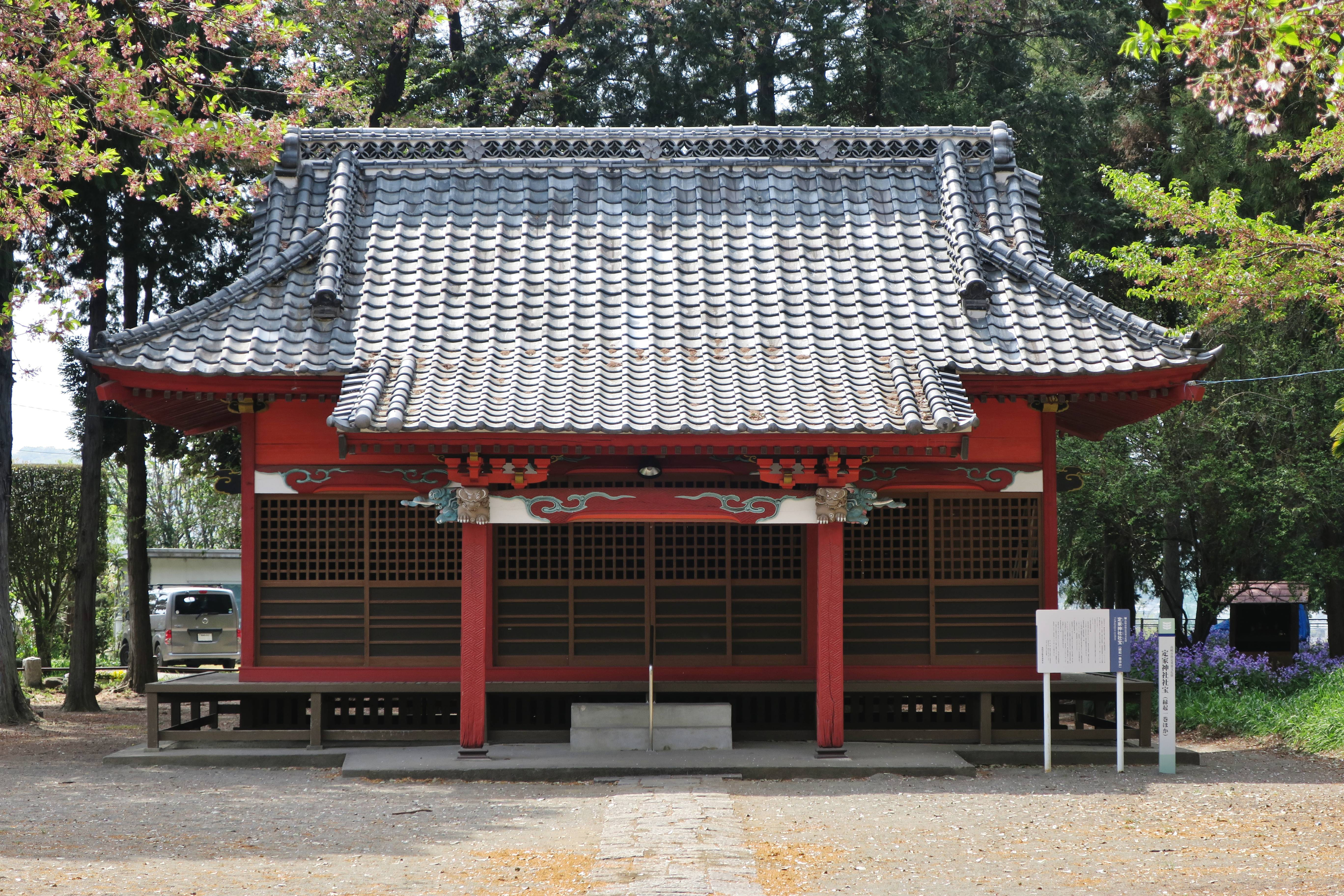
社殿

## その他
- 定家クラスの中級貴族が一度に工面できる金額は200貫で年収はその10倍の2千貫くらいという説（本郷恵子）があり（後述書 p.67）、荘園領主は1石＝1貫（千文）で安定させようとしていたため、これを基準とするなら、定家の年収は現代にして2億円とされる[51]。これに対し、皇族長屋王は年収4億円（1991年当時の価格。なお、長屋王と定家には500年の時代差があることにも注意）であったとされている（「長屋王#逸話」を参照）。二位になった時点で年収は1億1千万円とする試算もある[52]。
- 5つの邸宅を所有するも大邸宅ではなく、牛車も新旧合わせて2、3台所有していた[53]。
- 藤原兼子に対しては、日記において、「凶女」「権門狂女」と罵倒するほど好感が見られないが、本音とは別に二位になるためコネとしてすがった[54]。
- 能の演目『定家（ていか）』（古くは「定家葛」。三番目物）は、初冬に北国から来た僧が時雨の亭（ちん）に来て、式子内親王の霊と出会い、内親王が生前定家と深い契りを結ぶも、死後もその執心から定家が葛となって内親王の墓にまとわりつき、邪淫の妄執に苦しめられていると伝えられ、僧が法華経を読むと、内親王の霊がその功徳によって葛から解き放たれ成仏できたと喜び舞うも、再び現れた葛にまといつかれて墓の中に埋もれるように消え失せるという内容となっている[55]（「テイカカズラ」も参照）。

## 関連作品
テレビドラマ
- 『草燃える』（1979年、NHK大河ドラマ、演：岡本信人）

小説
- 塚本邦雄『藤原定家 火宅玲瓏』（1973年、人文書院）
- 田中阿里子『藤原定家愁艶』（1989年、徳間書店）
- 篠綾子『藤原定家謎合秘帖　幻の神器』（2014年、KADOKAWA）『藤原定家謎合秘帖　華やかなる弔歌』（2015年、KADOKAWA）
- 周防柳『身もこがれつつ――小倉山の百人一首』（2021年7月、中央公論新社）